# Oenothalia
Oenothalia is een geslacht van vlinders van de familie spanners (Geometridae), uit de onderfamilie Ennominae.

## Soorten
- O. alexonaria Walker, 1860
- O. auropurpurata Warren, 1907
- O. inornata Warren, 1908
- O. maculosa Dognin, 1924
- O. mediostrigata Dognin, 1913
- O. montivaga Schaus, 1911
- O. nigriceps Warren, 1907
- O. nummifera Warren, 1901
- O. paluma Schaus, 1938
- O. plagiata Warren, 1909
- O. submixta Dognin, 1924
- O. subochrea Warren, 1897
- O. subpallida Dognin, 1910
- O. vagula Dognin, 1924
- O. vappa Dognin, 1924
- O. vestita Warren, 1909